# Marcel Vandenbussche
Marcel Joseph Vandenbussche, né le 28 janvier 1911 à Klerken et y décédé le 15 août 2006 fut un homme politique belge, membre du CVP.
Vandenbussche fut agriculteur.
Il fut élu conseiller communal et bourgmestre de Klerken (1947-1976); conseiller provincial de la province de Flandre-Occidentale (1946-1958); désigné sénateur provincial de la province de Flandre-Occidentale (1960-1968) en remplacement de Georges Feryn.

## Généalogie
- Il fut fils de Jules et Febronie Vandevijvere;
- Il épousa en 1938 Emma Desmedt;
  - Ils eurent 7 enfants : Maria (°1939), Michiel (1941), Godelieve (1944), Gabriel (1945), Marcel (1946), Lutgarde (1948), Rita (1950).

## Sources
- Bio sur ODIS